# Jean de Lachomette
Jean de Lachomette, né le 28 mars 1912 à Lyon (Rhône) et mort le 12 janvier 1999 à Paris, est un homme politique français.

## Détail des fonctions et des mandats
Mandats locaux
- Maire de Bas-en-Basset
- Conseiller général du canton de Bas-en-Basset

Mandats parlementaires
- 7 novembre 1948 - 19 juin 1955 : Sénateur de la Haute-Loire
- 19 juin 1955 - 26 avril 1959 : Sénateur de la Haute-Loire
- 26 avril 1959 - 26 septembre 1965 : Sénateur de la Haute-Loire
- 26 septembre 1965 - 1er octobre 1974 : Sénateur de la Haute-Loire